# Вільга (гміна)
Гміна Вільга (пол. Gmina Wilga) — сільська гміна у центральній Польщі. Належить до Гарволінського повіту Мазовецького воєводства.
Станом на 31 грудня 2011 у гміні проживало 5351 особа.

## Площа
Згідно з даними за 2007 рік площа гміни становила 119.13 км², у тому числі:
- орні землі: 37.00%
- ліси: 42.00%

Таким чином, площа гміни становить 9.28% площі повіту.

## Населення
Станом на 31 грудня 2011:
| Опис     | Загалом | Загалом | Чоловіки | Чоловіки | Жінки | Жінки |
| -------- | ------- | ------- | -------- | -------- | ----- | ----- |
| одиниця  | осіб    | %       | осіб     | %        | осіб  | %     |
| все      | 5351    | 100     | 2665     | 49.80    | 2686  | 50.20 |
| міське   | 0       | 100     | 0        |          | 0     |       |
| сільське | 5351    | 100     | 2665     | 49.80    | 2686  | 50.20 |

## Сусідні гміни
Гміна Вільга межує з такими гмінами: Гарволін, Ласкажев, Магнушев, Мацейовіце, Собене-Єзьори.